# Vuelo 6780 de American Airlines
El 22 de enero de 1952, el vuelo 6780 de American Airlines, un Convair CV-240, se estrelló fuertemente contra el terreno en la aproximación final hacia el Aeropuerto Internacional Libertad de Newark.
El turbo hélice estaba en la aproximación final a la pista 6 de Aeropuerto Internacional Libertad de Newark, se estrelló a las 3:45 p. m. Contra una casa de la intercesión de Williamson y South, en la ciudad de Elizabeth, Nueva Jersey , aproximadamente a 3,4 millas (5,5 km) sureste de Newark. Nunca se determinó la causa del accidente. 
El avión, que se había desviado 640 m (2100 pies) de su rumbo hacia la derecha, estuvo a punto de chocar contra la escuela secundaria para niñas Battin, que había terminado el día solo 45 minutos antes.

## Tripulación y pasajeros
Los 23 ocupantes a bordo (20 pasajeros y 3 tripulantes), más 7 personas en tierra, murieron en el accidente y el incendio que siguió. 
El Capitán, Thomas J. Reid, cuya casa estaba a solo unas cuadras de la escena del accidente, había regresado recientemente de un puente aéreo a Japón; su esposa escuchó el accidente y les dijo a los periodistas que habían planeado mudarse a una casa que habían construido en Point Pleasant, Nueva Jersey.
Entre los pasajeros estaba Robert P. Patterson , jurista y exsubsecretario de Guerra bajo Franklin Delano Roosevelt y ex secretario de Guerra bajo Harry S. Truman. Patterson regresaba de reunirse con Thomas J. Watson de IBM, quien lo acababa de contratar para un nuevo caso el día anterior. Patterson había terminado un caso federal en Buffalo antes de lo esperado el día anterior y cambió su boleto de tren por el asiento del avión, según la edición del 23 de enero de Deseret News.

## Secuelas
Este fue el segundo de una serie de tres accidentes en la ciudad de Elizabeth en menos de dos meses. El 16 de diciembre de 1951, un C-46 de Miami Airlines se estrelló en el río Elizabeth poco después del despegue, con 56 personas a bordo y ningún sobreviviente. 
El tercer accidente, el Vuelo 101 de National Airlines , el 11 de febrero de 1952, mató a 29 de las 63 personas a bordo y perdió por poco un orfanato. Luego de una protesta pública, la Autoridad del Puerto de Nueva York cerró inmediatamente el Aeropuerto de Newark y permaneció así durante nueve meses, hasta el 15 de noviembre. El Estado de Nueva York aprobó un proyecto de ley que exige a los operadores acercarse a los aeropuertos sobre el agua siempre que sea posible.
El presidente Harry Truman lanzó una comisión de investigación temporal, encabezada por Jimmy Doolittle , para estudiar los efectos de los aeropuertos en sus vecinos. El informe recomendó el establecimiento de leyes de zonificación efectivas para evitar la construcción de escuelas, hospitales y otros lugares de reunión en las vías de acceso final.
Los tres accidentes más tarde sirvieron de inspiración a la escritora y residente de Elizabeth, Judy Blume , para su novela de 2015 En el evento improbable .